# Hamling
Uppslagsordet Hamla leder hit. För roddtekniken se hamla (rodd).

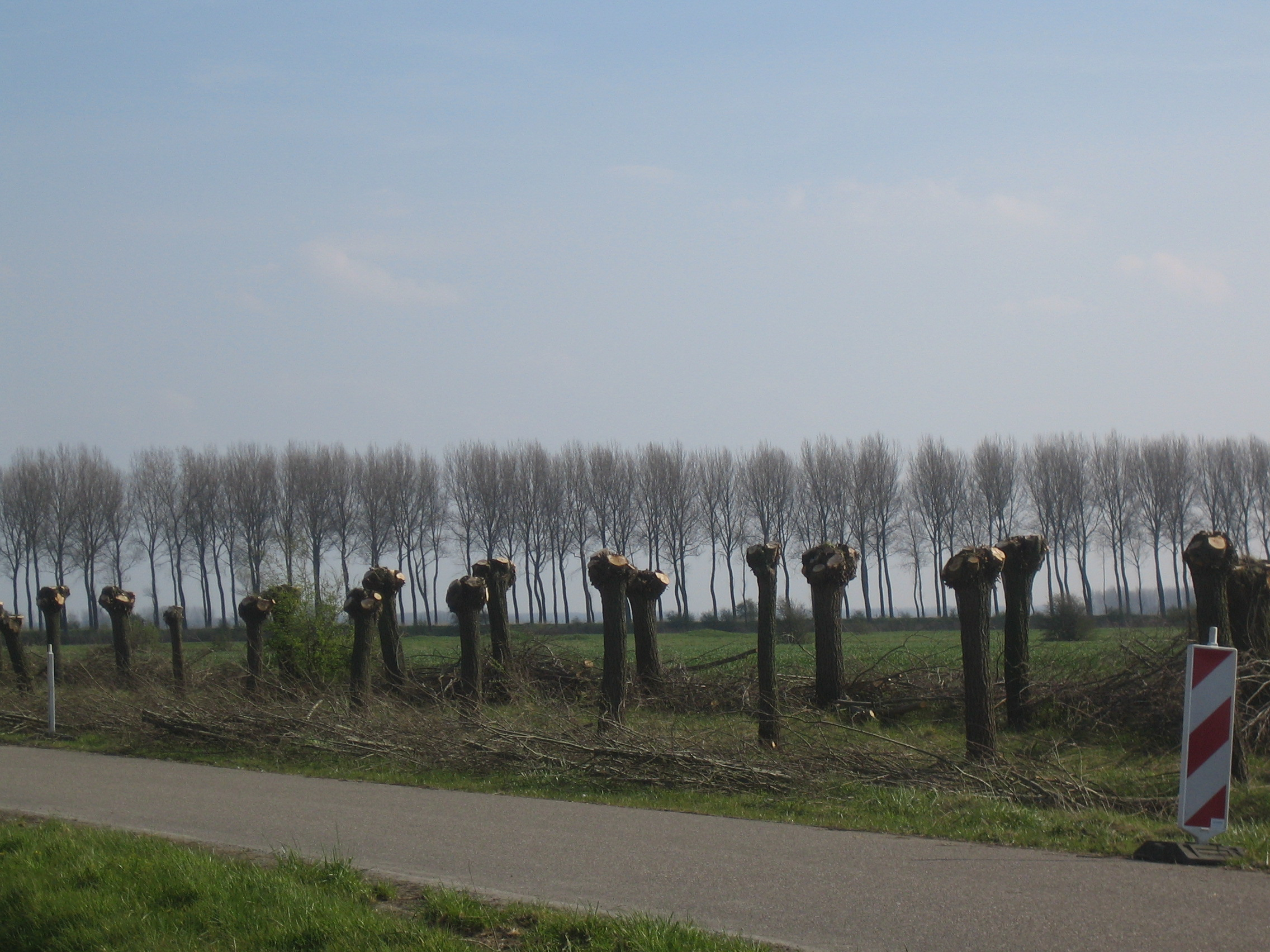
Nyhamlade träd. Det här är den typ av hårda hamling som förekommit främst på pil, och som inte haft fokus på löven utan på att utnyttja vidjorna.

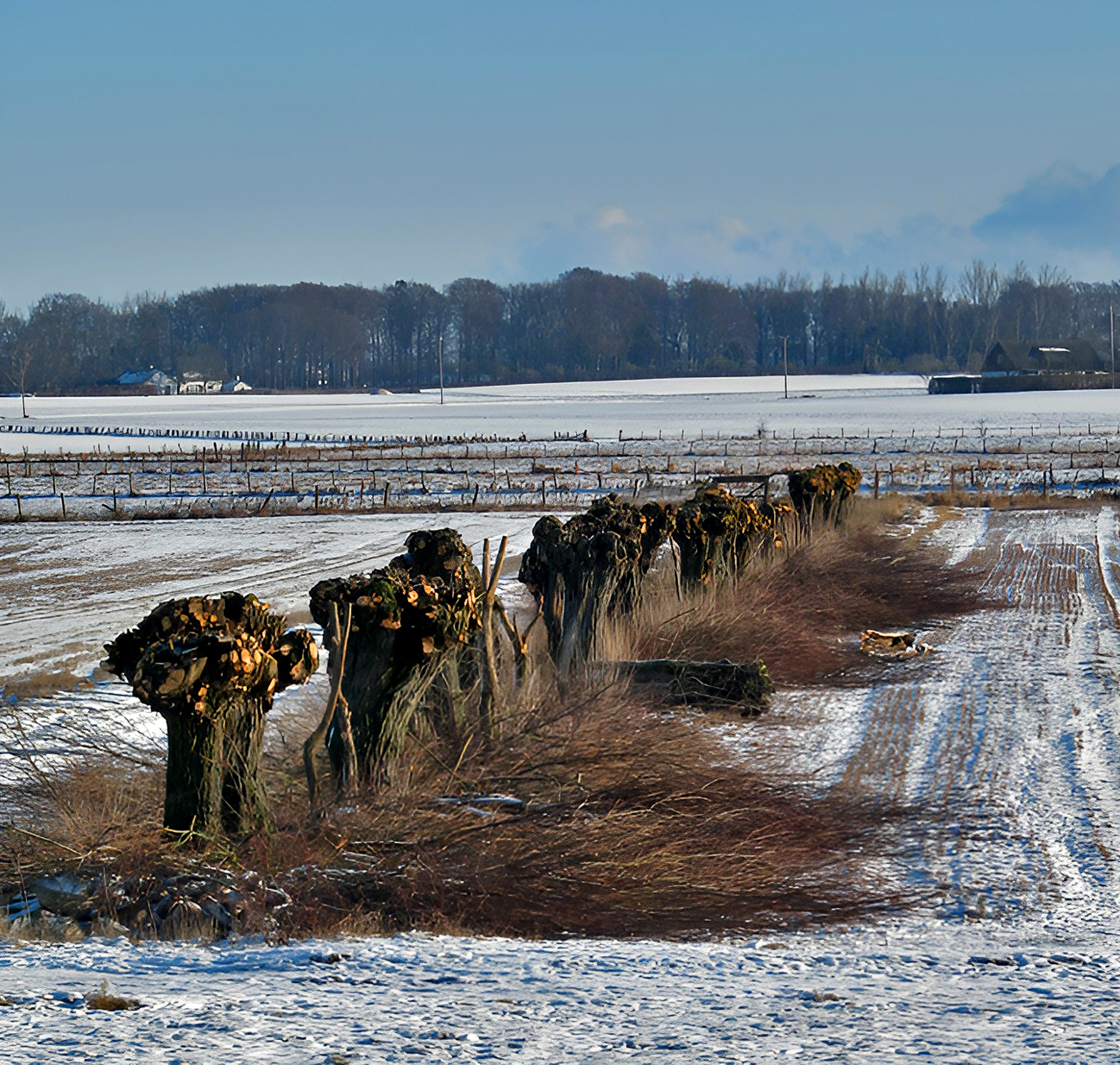
Nyhamlad pilevall vid Vinterfältet i Hammar Skåne.

Hamling (att hamla), klappning (på Gotland) eller tullning (i Roslagen), är en skötselsteknik som kan utföras på de flesta lövträd, till exempel lind eller ask. Tekniken går ut på att samtliga grenar beskärs med regelbundna intervall på mellan 3 och 20 år. Hamling utförs på sensommaren innan löven fälls för att skapa foder åt boskap. Träden beskärs på ett sådant sätt att fler skott bildas till kommande år. Syftet är att så snabbt som möjligt få fram en stor mängd löv. Oftast torkades kvistarna med löv och sparades till foder för djuren inför vintern. Hamlingen bidrar till att trädet växer långsammare eftersom det finns en mindre lövmassa som ansamlar energin.
Flera olika varianter av hamling förekommer. Replövtäkt är egentligen inte en form av hamling. Här repas de färska löven av från kvistar och grenar utan att särskilt mycket av dessa avlägsnas från trädet. Denna typ av lövtäkt lämnar mycket få spår efter sig. I Spanien och Portugal, men även på Sardinien och södra Balkan har en kombinerad gren- och lövtäkt skett på bland annat stenek, korkek och kermesek. Dessa träd får ett lågt, nästan krypande utseende.
I Kantabriska bergen i norra Spanien, i Montenegro och södra delarna av Alperna har i stället höghamling varit vanlig. Här har man hamlat sidogrenarna men sparat trädets topp. Den klassiska hamlingen med ett flertal "knutor" som bildats i ändarna på de vid upprepade tillfällen beskurna grenarna förekommer i alla områden där lövtäkt bedrivits. Vanligast är den på ask, lind och ungersk eller turkisk ek. Ytterligare en form av hamling är skottskogshuggningen. Egentligen är skottskogshuggningen avpassad för klenvirkestäkt, men det har förekommit att man kombinerat skottskogshuggning med lövtäkt, bland annat i sydöstra Bulgarien. Slutligen förekommer den variant där trädet skurits ordentligt hårt, så att oftast endast en stubbe av stammen blivit kvar. Den förekommer vanligen främst på pil som hamlats inte för fodertäkt utan för att utnyttja pilens vidjor som tillverkningsmaterial, bland annat vid korgflätning.
Hamling var vanligt i södra Sverige fram till början av 1900-talet. Längre norrut var det inte lika vanligt eftersom det fanns färre lämpliga lövträd. Nu för tiden hamlar man träd mest i kulturvårdssyfte och för den biologiska mångfalden. Träden kan nämligen snabbare bli värdefulla för biologisk mångfald. Hamlade träd kan angripas av svampar och får så kallade ålderstecken, åldras snabbare. Vissa trädarter kan dock bli väldigt gamla även om de hamlas. En annan aspekt är att det blir en mycket ljusare miljö i och omkring trädet, eftersom det inte finns en stor krona som skuggar, vilket gynnar vissa arter. Hamlade träd tar också mindre plats och skuggar inte andra träd. Att hamla ett träd kan vara ett alternativ till avverkning om man vill värna någon annan vegetation i trädets närhet, såsom ett fruktträd. I alléer eller parker kan hamling vara ett alternativ till avverkning av träd – trädet har inga stora grenar som kan ramla ner och åsamka skada.
Hamling är oftast inte lämplig på större vuxna träd, blir dessa hårt beskurna dör de ofta på grund av kraftiga angrepp av röta. Hamling skall normalt inte utföras genom beskärning av grenar med större diameter än 10 cm.